# Richard George Brewer
Richard George Brewer, mais conhecido como Dick Brewer (Los Angeles, 8 de dezembro de 1928 — 22 de julho de 2012), foi um físico estadunidense.
Trabalhou com óptica quântica, física atômica e espectroscopia laser.
Em 1979 recebeu a Medalha Albert A. Michelson.

## Obras
- Richard G. Brewer (1977). Coherent optical transients. Physics Today. 30. [S.l.: s.n.] p. 50–59. doi:10.1063/1.3037546
- com A. Z. Genack: Richard G. Brewer, Azriel Z. Genack (1976). Optical Coherent Transients by Laser Frequency Switching. Physical Review Letters. 36. [S.l.: s.n.] p. 959–962. doi:10.1103/PhysRevLett.36.959
- R. G. Brewer (1977).  R. Balian, S. Haroche, S. Lieberman, ed. Coherent optical spectroscopy. Frontiers in Laser Spectroscopy. 1. [S.l.]: North Holland